# تیوگیوئنه
تیوگیوئنه (روسی: Тюгюэне) یک رودخانه در استان یاقوتستان کشور روسیه است.